# We Are the Night (film)
We Are the Night (tyska: Wir sind die Nacht) är en tysk vampyrfilm från 2010 i regi av Dennis Gansel. Gansel hade velat göra filmen sedan 1997, men fick först pengarna han behövde efter framgången med Die Welle. Filmen hade svensk premiär på Fantastisk Filmfestival den 21 september 2011.
Ursprungstanken var att filmen skulle bli en enkel action- och thrillerfilm med en kärlekshistoria mellan en vampyr och en människa som centralpunkt. Under filmens utveckling tog den dock en helt annat spår. Action- och thrillerkonceptet fanns kvar, men tematiskt blev filmen betydligt djupare och mörkare. Filmen tar upp svåra teman som obesvarad kärlek, självskadebeteende, sexism, odödlighet och självmord. 

## Handling
Tonårsbrottslingen Lenas liv vänds upp och ner när den 300 år gamla vampyren Louise förälskar sig i henne. Lena dras in Louises värld och ett liv i lyx och dekadens tillsammans med två andra vampyrflickor som Louise skapat, Charlotte och Nora. Medan Lena njuter av att för första gången i sitt liv känna sig älskad och ha vänner, blir hon förvirrad av Louises romantiska närmanden och skrämd av faktumet att hon måste dricka människoblod för att överleva.
Samtidigt är poliserna Tom och Lummer vampyrerna på spåren och en slutgiltig konfrontation är oundviklig. 

## Rollista
- Karoline Herfurth som Lena
- Nina Hoss som Louise
- Jennifer Ulrich som Charlotte
- Anna Fischer som Nora
- Max Riemelt som Tom
- Arved Birnbaum som Lummer
- Steffi Kühnert som Lenas Mamma
- Ivan Shvedoff som van Gogh
- Nic Romm som Ohlsen
- Christian Näthe som Nattvakt 1
- Tom Jahn som Nattvakt 2
- Neil Belakhdar som Piccolo (Romeo)
- Manuel Depta som Hallick
- Cristina do Rego som Flygvärdinna
- Waléra Kanischtscheff som Wasja
- Steve Thiede som Insatsledare

## Musikstycken i filmen
- Pretty When You Cry framförd av VAST
- Self-fulfilling Prophecy framförd av Scala & Kolacny Brothers
- Nightlife framförd av IAMX
- Land Of The Free framförd av Warren Suicide
- Miserable Girl (Nite Version) framförd av Soulwax
- Cold Song framförd av Klaus Nomi

## Om filmen
En intressant sak med filmen är att ordet "vampyr" aldrig nämns i filmen. Filmen saknar också en antagonist. Medan genuint onda karaktärer dyker upp så är de bara med i två korta scener i filmens första halva och har ingen direkt inverkan på handlingen och dessutom vill de inte hindra huvudpersonernas mål vilket gör att de helt saknar de egenskaper som krävs för att vara antagonister. Alla huvudkaraktärerna är snarare offer för tragiska omständigheter. Originaltiteln på filmen var The Dawn, och var tänkt som Titanic med vampyrer. När Twilight kom bestämde sig Gansel för att ändra historien och tog inspiration från novellen Carmilla.

### Fotnoter
1. ↑  ”Arkiverade kopian”. Arkiverad från originalet den 12 augusti 2012. https://web.archive.org/web/20120812163256/http://www.fff.se/film/we-are-the-night/#. Läst 22 oktober 2011.
2. 1 2  http://www.movieweb.com/news/exclusive-dennis-gansel-talks-the-wave-and-we-are-the-night
3. ↑  http://twitchfilm.com/reviews/2011/06/we-are-the-night-review.php